# Slovenija ima talent (3. sezona)
Tretja sezona oddaje Slovenija ima talent se je pričela 17. marca 2013 in se končala 16. junija 2013. Predvajala se je vsako nedeljo v terminu ob 20.00.

## Voditelja
Voditelja sta tokrat zamenjala.
- Matej Puc
- Jože Robežnik

## Žirija
Tretjo sezono se je žirija spremenila, saj je Lucienne Lončina zamenjala Ana Klašnja, namesto Braneta Kastelica pa Damjan Damjanovič.
| Žirant            | Opis                                                                                          |
| ----------------- | --------------------------------------------------------------------------------------------- |
| Damjan Damjanovič | trobentač, glasbeni skavt, mentor in zmagovalec med žiranti v pevskem šovu X Factor Slovenija |
| Ana Klašnja       | baletna solistka ansambla SNG Opera in balet Ljubljana, umetnica, športnica                   |
| Branko Čakarmiš   | programski direktor Pro Plus, poznavalec medijskega sveta                                     |

## Predizbori
| #  | Datum      | Mesto         | Lokacija                            |
| -- | ---------- | ------------- | ----------------------------------- |
| 1. | 12. januar | Celje         | Tehnopolis                          |
| 2. | 13. januar | Portorož      | Avditorij Portorož                  |
| 3. | 15. januar | Murska Sobota | Hotel Diana                         |
| 4. | 17. januar | Novo mesto    | Kulturni center Janeza Trdina       |
| 5. | 19. januar | Kranj         | CHA CHA CHA plesni center Gorenjske |
| 6. | 20. januar | Maribor       | Hotel Habakuk                       |
| 7. | 23. januar | Nova Gorica   | Hotel Perla                         |
| 8. | 30. januar | Ljubljana     | Austria Trend hotel                 |
| 9. | 31. januar | Ljubljana     | Austria Trend hotel                 |

## Nadaljevanje
Na avdicijah se tekmovalci predstavijo žiriji, ki jih oceni z DA ali NE. Če tekmovalec dobi vsaj dvakrat DA gre v naslednji krog. Če NE pa tekmovalce konča s šovom.
V naslednjem krogu žirija v posebni oddaji "Kdo si zasluži v polfinale?" izbere 50 polfinalistov.
| #   | Oddaja                      | Lokacija            | Na sporedu | Zmagovalci                                                                                          |
| --- | --------------------------- | ------------------- | ---------- | --------------------------------------------------------------------------------------------------- |
| 1.  | 1. avdicija                 | Ljubljanska opera   | 17. marec  | Vsi tisti, ki jim je žirija rekla vsaj dvakrat DA.                                                  |
| 2.  | 2. avdicija                 | Ljubljanska opera   | 24. marec  | Vsi tisti, ki jim je žirija rekla vsaj dvakrat DA.                                                  |
| 3.  | 3. avdicija                 | Ljubljanska opera   | 31. marec  | Vsi tisti, ki jim je žirija rekla vsaj dvakrat DA.                                                  |
| 4.  | 4. avdicija                 | Ljubljanska opera   | 7. april   | Vsi tisti, ki jim je žirija rekla vsaj dvakrat DA.                                                  |
| 5.  | 5. avdicija                 | Ljubljanska opera   | 14. april  | Vsi tisti, ki jim je žirija rekla vsaj dvakrat DA.                                                  |
| 6.  | 6. avdicija                 | Ljubljanska opera   | 21. april  | Vsi tisti, ki jim je žirija rekla vsaj dvakrat DA.                                                  |
| 7.  | Kdo si zasluži v polfinale? | Ljubljanska opera   | 28. april  | 30 polfinalistov                                                                                    |
| 8.  | 1. polfinale                | Studio POP TV       | 5. maj     | 1.mesto Žiga Lakner (petje) 2.mesto Maestro Sista'z (ples) 3.mesto The SIT Group (petje in igranje) |
| 9.  | 2. polfinale                | Studio POP TV       | 12. maj    | 1. mesto Ivana Honsič (petje) 2. mesto Blaž Vidovič (petje) 3.mesto Tanja Ravljen (petje)           |
| 10. | 3. polfinale                | Studio POP TV       | 19. maj    | 1. mesto Sandra Hrab (petje) 2. mesto Kaos (ples) 3.mesto V.I.P. Dance (ples)                       |
| 11. | 4. polfinale                | Studio POP TV       | 26. maj    | 1. mesto Alja Krušič (petje) 2. mesto Nik Oblak (Akrobacije z letalom) 3.mesto Teo Saffron (petje)  |
| 12. | 5. polfinale                | Studio POP TV       | 2. junij   | 1. mesto Ana Karneža (petje) 2. mesto Žiga Avbreht (petje) 3.mesto Kud maldost (ples)               |
| 13. | Zakulisje finala            | Zakulisje polfinala | 9. junij   | /                                                                                                   |
| 14. | Veliki finale               | Studio POP TV       | 16. junij  | Alja Krušič (petje) 2. mesto Ana Karneža (petje)                                                    |

### Avdicije
- Pritrkovalci Lokavec (Ajdovščina) - zvonovi
- Tazy&Naty - petje
- Blaž Vidovič (Ptuj) - petje - Fairytale
- Erđan Asani - ples
- trio Hardstyle Creed - ples
- The Pharaohs - ples
- Funky Rockerz - ples
- Tower Pancers - ples
- Salem Begić - beatboxanje
- Boris Bizjak - petje
- Žiga Lakner - kontratenor
- Maestro Sista’z - ples

### 1. polfinale
| #  | Tekmovalec       | Talent                                                            | Rezultat | Glasovi žirantov |
| -- | ---------------- | ----------------------------------------------------------------- | -------- | ---------------- |
| 1. | Janina Klenovšek | petje (Poletna noč)                                               | 4.−6.    |                  |
| 2. | DD Stars         | ples (disco dance)                                                | 4.−6.    |                  |
| 3. | Žiga Lakner      | operno petje (You Raise Me Up)                                    | 1.       |                  |
| 4. | The SIT Group    | petje in igranje na glasbila (Bad Romance/Just the Way You Are)   | 2.−3.    | Damjan           |
| 5. | Mitja Jeršič     | igranje na kromatično harmoniko (Vivaldijeva La tempesta di mare) | 4.−6.    |                  |
| 6. | Maestro Sista'z  | ples                                                              | 2.−3.    | Ana, Branko      |

### 2. polfinale
| #  | Tekmovalec             | Talent                                                            | Rezultat | Glasovi žirantov |
| -- | ---------------------- | ----------------------------------------------------------------- | -------- | ---------------- |
| 1. | Ivana Honsić           | petje (David Guetta ft. Usher − Without You & Rihanna − Diamonds) | 1.       |                  |
| 2. | Duo Anplađd            | petje in igranje na kitaro (Siddhartina Na soncu)                 | 4.−6.    |                  |
| 3. | Gimnastični klub Salto | gimnastične akrobacije                                            | 4.−6.    |                  |
| 4. | Blaž Vidovič           | petje (Uptown Girl Billyja Joela)                                 | 2.−3.    | Branko, Ana      |
| 5. | Tower Pancers          | zabavljaška plesna točka (kot sinhrone plavalke)                  | 4.−6.    |                  |
| 6. | Tanja Ravljen          | muzikal (Defying Gravity iz Wicked)                               | 2.−3.    | Damjan           |

### 3. polfinale
| #  | Tekmovalec                    | Talent                                                                        | Rezultat | Glasovi žirantov |
| -- | ----------------------------- | ----------------------------------------------------------------------------- | -------- | ---------------- |
| 1. | Igor I. Tomažič (49 let)      | igranje na harmoniko (Proud Mary & Beethoven)                                 | 4.−6.    |                  |
| 2. | Andraž in Julija (oba 17 let) | kitarist in pevka (Price Tag)                                                 | 4.−6.    |                  |
| 3. | V.I.P. Dance (14–16 let)      | ples (breakdance)                                                             | 2.−3.    | Damjan           |
| 4. | Sandra Harb (13 let)          | operno petje (Cvet z juga)                                                    | 1.       |                  |
| 5. | Pritrkovalci Lokavec          | pevsko-glasbena točka (zvonovi, uglašene vodovodne cevi, trobenta) (Zbudi se) | 4.−6.    |                  |
| 6. | Kaos                          | ples                                                                          | 2.−3.    | Branko, Ana      |

### 4. polfinale
| #  | Tekmovalec              | Talent                                                          | Rezultat | Glasovi žirantov    |
| -- | ----------------------- | --------------------------------------------------------------- | -------- | ------------------- |
| 1. | Teo Saffron (41 let)    | petje (Caruso)                                                  | 2.−3.    |                     |
| 2. | The Way We Are (Idrija) | hiphop ples (kot jamajška bob ekipa iz Ledenih stez)            | 4.−6.    |                     |
| 3. | Freaks of Friday        | rock bend (avtorska Dan brez sistema)                           | 4.−6.    |                     |
| 4. | Nik Oblak (Nova Gorica) | akrobacije z letalom                                            | 2.−3.    | Ana, Damjan, Branko |
| 5. | Tanja Lončar            | petje, igranje na citre in didžejanje (I Knew You Were Trouble) | 4.−6.    |                     |
| 6. | Alja Krušič (15 let)    | petje (Birdyjina People Help the People)                        | 1.       |                     |

### 5. polfinale
| #  | Tekmovalec                         | Talent                                            | Rezultat | Glasovi žirantov |
| -- | ---------------------------------- | ------------------------------------------------- | -------- | ---------------- |
| 1. | Brina in Melani                    | ples                                              | 4.−6.    |                  |
| 2. | Rodelyn Kovačič (25 let, Filipini) | točka z ognjem                                    | 4.−6.    |                  |
| 3. | Žiga Avbreht (15 let, Celje)       | petje in igranje na kitaro (Beggars & Hangers-On) | 2.−3.    | Branko, Damjan   |
| 4. | KUD Mladost                        | folklorna skupina                                 | 2.−3.    | Ana              |
| 5. | Matej Ferlič                       | plesalec prostega sloga (freestyle)               | 4.−6.    |                  |
| 6. | Ana Karneža (16 let)               | petje (Somewhere Over the Rainbow)                | 1.       |                  |

V 5. polfinalu bi moral nastopiti prostotekač (freerunner) Dominik Starašinič, ki pa se je med pripravami poškodoval in moral nastop odpovedati. Namesto njega je priložnost dobil Matej Ferlič, ki sicer ni bil izbran med prvotno trideseterico polfinalistov.

### Finale
| #   | Tekmovalec                       | Talent                                                   | Rezultat |
| --- | -------------------------------- | -------------------------------------------------------- | -------- |
| 1.  | Ivana Honsić (20 let, Ljubljana) | petje (When You Believe Mariah Carey in Whitney Houston) | —        |
| 2.  | Maestro Sista'z (14−16 let)      | ples                                                     | —        |
| 3.  | Sandra Harb (13 let)             | operno petje (My Heart Will Go On)                       | —        |
| 4.  | Blaž Vidovič (18 let, Ptuj)      | petje (Crazy Little Thing Called Love od Queenov)        | —        |
| 5.  | Žiga Lakner                      | operno petje (Alone skupine Heart)                       | —        |
| 6.  | Nik Oblak (14 let, Nova Gorica)  | akrobacije z letalom                                     | —        |
| 7.  | Ana Karneža                      | petje (On My Own iz Les Misérables)                      | 2.       |
| 8.  | Žiga Avbreht (15 let, Celje)     | petje (Whataya Want from Me)                             | —        |
| 9.  | Kaos                             | ples                                                     | —        |
| 10. | Alja Krušič (16 let, Ribnica)    | petje (One Night Only iz Dreamgirls)                     | 1.       |